# Rutenförmiger Eukalyptus
Der Rutenförmige Eukalyptus (Eucalyptus viminalis) ist eine Pflanzenart innerhalb der Familie der Myrtengewächse (Myrtaceae). Sie kommt in einem breiten Streifen entlang der Küsten des südöstlichen Australien und in Tasmanien vor und wird dort „Manna Gum“, „Ribbon Gum“ oder „White Gum“ genannt.

## Beschreibung

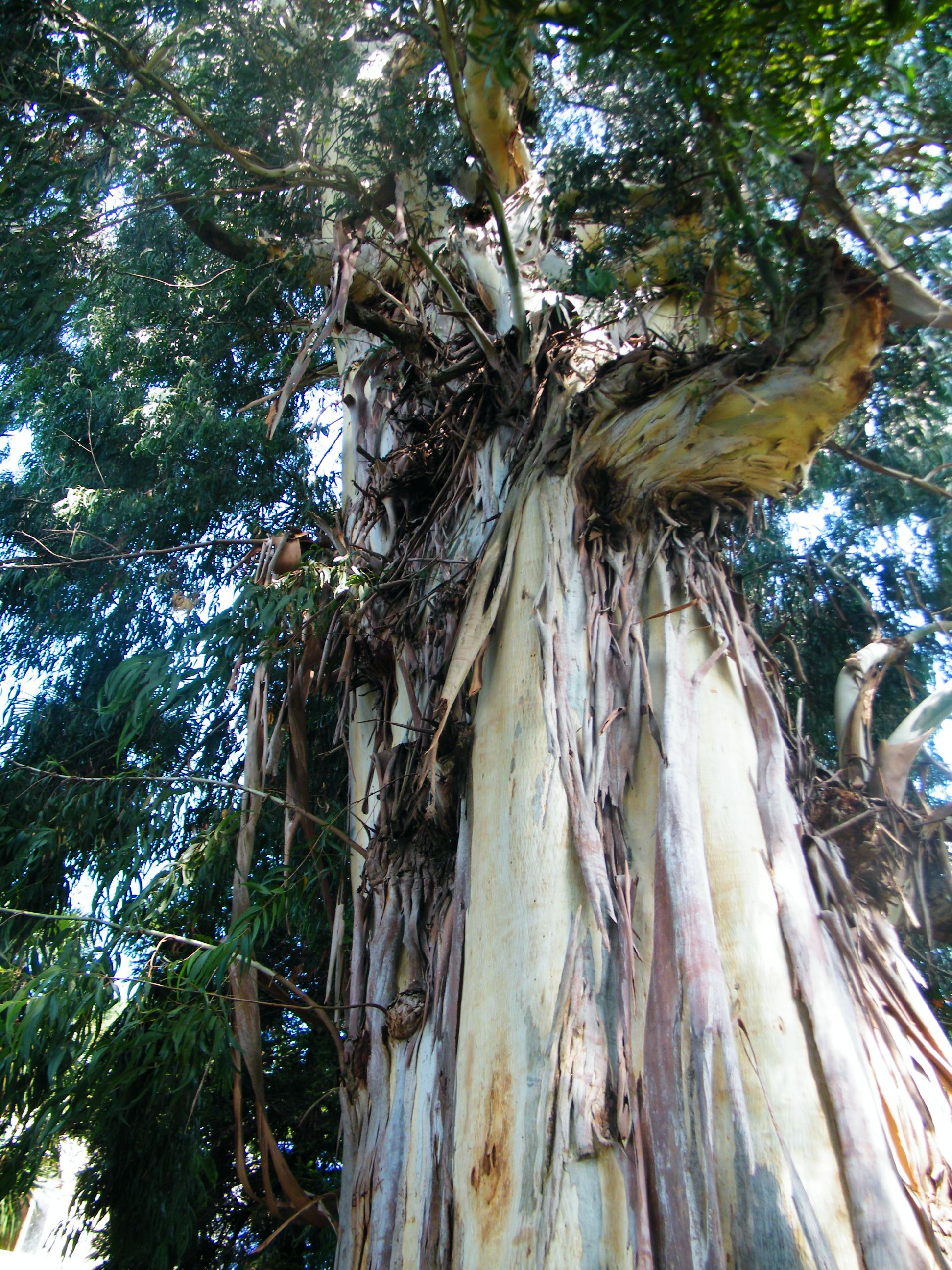
Stamm und Borke

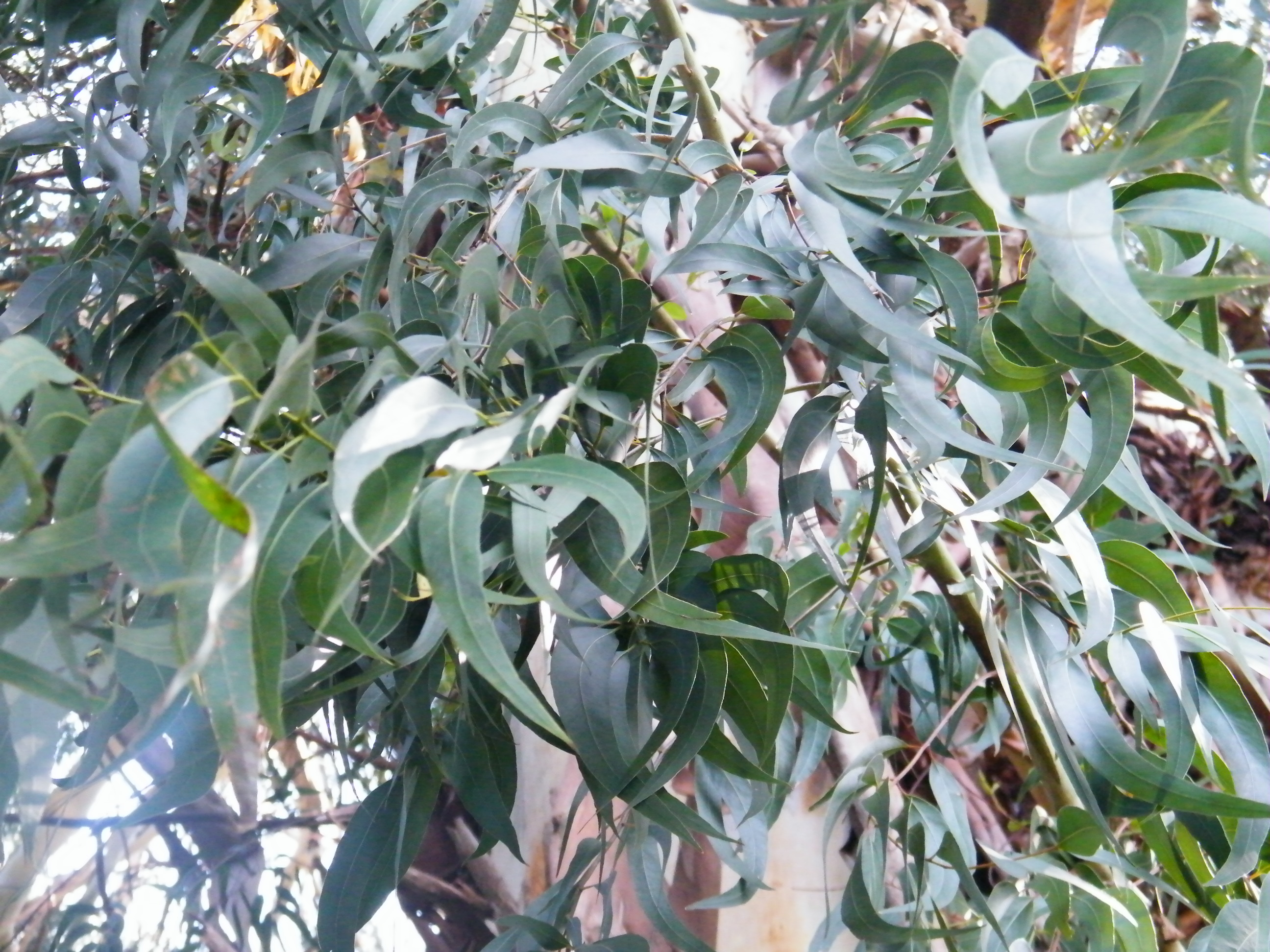
Sichelförmige, einfache Laubblätter

### Erscheinungsbild und Blatt
Der Rutenförmige Eukalyptus wächst als Baum, der Wuchshöhen von bis zu 50 Meter, manchmal auch 80 Meter, erreicht. Die Borke ist am ganzen Baum glatt oder verbleibt am unteren Teil des Stammes, ist grau bis grau-schwarz und kurzfasrig. An den oberen Teilen des Baumes ist die Borke glatt, weiß, gelb oder grau und schält sich in langen Bändern. Die kleinen Zweige sind grün. Öldrüsen gibt es in der Borke, aber nicht im Mark. Die Rinde der Zweige ist grün. Der Stammdurchmesser erreicht über 3,5 Meter.
Beim Rutenförmigen Eukalyptus liegt Heterophyllie vor. Die Laubblätter an jungen Exemplaren sind gegenständig, lanzettlich, ganzrandig, matt grün. Die gegenständigen, matt grünen Laubblätter an mittelalten Exemplaren besitzen keine Blattstiele und sind bei einer Länge von etwa 15 cm sowie einer Breite von etwa 0,3 cm lanzettlich, gerade, ganzrandig. Die Blattstiele an erwachsenen Exemplaren sind im Querschnitt schmal-abgeflacht oder kanalförmig und 10 bis 25 mm lang. Die einfarbigen, glänzend grünen Blattspreiten an erwachsenen Exemplaren sind bei einer Länge von 8 bis 20 cm und einer Breite von 0,8 bis 2,5 cm sichelförmig, schmal-lanzettlich bis lanzettlich, mit sich verjüngender Spreitenbasis und gerundetem oder ausgerandetem oberen Ende. Die erhabenen Seitennerven gehen mit mittleren Abständen in einem spitzten oder stumpfen Winkel vom Mittelnerv ab.

### Blütenstand und Blüte
Seitenständig auf einem im Querschnitt schmal-abgeflachten oder kantigen, 4 bis 8 mm langen Blütenstandsschaft stehen in einem einfachen Blütenstand nur etwa drei Blüten. Die äußeren Staubblätter sind unfruchtbar. Die Blüten sind weiß oder cremefarben. Der stielrunde Blütenstiel ist kaum zu erkennen und höchstens bis zu 3 mm lang. Die nicht blaugrün bereifte oder bemehlte Blütenknospe ist bei einer Länge von 5 bis 8 mm und einem Durchmesser von 3 bis 5 mm eiförmig. Die Kelchblätter bilden eine früh abfallende „Calyptrata“ oder „Operculum“. Die glatte Calyptra ist konisch oder halbkugelig und mindestens so lang und breit wie der glatte Blütenbecher (Hypanthium). Die Blüten sind weiß oder cremefarben.

### Frucht
Die gestielte oder sitzende Frucht ist bei einer Länge von 4 bis 8 mm und einem Durchmesser von 4 bis 9 mm kugelig, eiförmig oder zylindrisch mit drei oder vier Fruchtfächern. Der Diskus ist angehoben und die Fruchtfächer stehen hervor.

## Ökologie
Eucalyptus viminalis ist in den kühleren Gegenden Australiens weit verbreitet und seine Blätter dienen dem Koala als Futter.

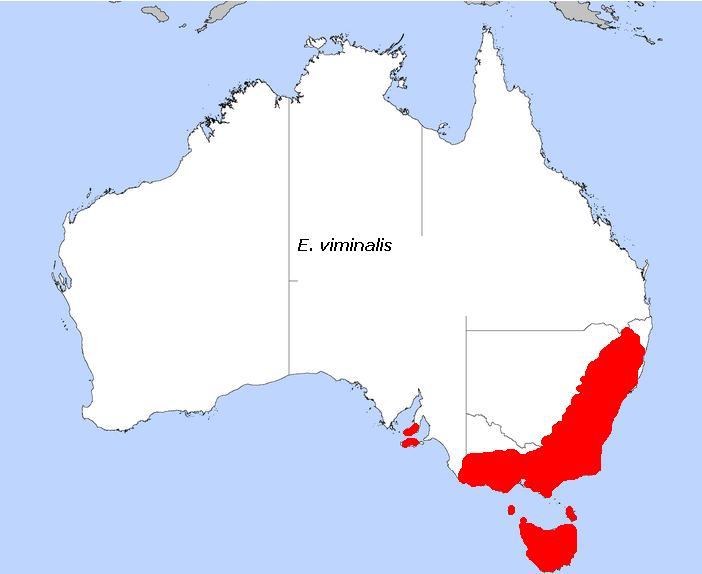
Verbreitungsgebiet

## Vorkommen
Der Rutenförmige-Eukalyptus kommt in einem etwa 300 bis 500 km breiten Streifen entlang der Küsten des südöstlichen Australien, vom südöstlichsten Queensland über New South Wales bis ins westliche Victoria vor. Darüber hinaus findet man ihn in Tasmanien und auf den Inseln südwestlich von Adelaide. Er ist in vielen Regionen seines Verbreitungsgebietes häufig und wächst in grasigem, lichten oder auch dichten Wald auf nährstoffreichen Lehmböden.

## Taxonomie
Die Erstbeschreibung von Eucalyptus viminalis erfolgte 1806 durch den französischen Botaniker Jacques Julien Houtou de Labillardière in Novae Hollandiae Plantarum Specimen, Band 2, S. 12. Das Typusmaterial weist die Beschriftung “in capite Van-Diemen” auf. Synonyme für Eucalyptus viminalis Labill. sind: Eucalyptus patentiflora Miq., Eucalyptus persicifolia Lodd., G.Lodd. & W.Lodd., Eucalyptus fabrorum Schltdl., Eucalyptus granularis Sieber ex Benth., Eucalyptus saccharifera F.Muell. ex Miq. nom. inval. pro. syn., Eucalyptus granularis Sieber ex Benth. nom. inval. pro. syn.
Von Eucalyptus viminalis gibt fünf Unterarten:
- Eucalyptus viminalis subsp. cygnetensis Boomsma
- Eucalyptus viminalis subsp. hentyensis Brooker & Slee
- Eucalyptus viminalis subsp. pryoriana (L.A.S.Johnson) Brooker & Slee, Syn.: Eucalyptus pryoriana L.A.S.Johnson, Eucalyptus viminalis var. racemosa F.Muell. ex Blakely, Eucalyptus viminalis var. racemosa F.Muell. ex Maiden
- Eucalyptus viminalis subsp. siliceana Rule
- Eucalyptus viminalis Labill. subsp. viminalis, Syn.: Eucalyptus angustifolia Desf. ex Link, Eucalyptus gunnii Miq. nom. illeg., Eucalyptus huberiana Naudin, Eucalyptus viminalis var. rhynchocorys Maiden, Eucalyptus viminalis var. huberiana (Naudin) N.T.Burb.

## Bekanntes Einzelexemplar
Das Exemplar des Rautenförmige Eukalyptus mit dem größten bekannten Stammdurchmesser von 324,7 cm steht in Woodburne im Marlborough District in Neuseeland.

## Verwendung
Das Kino ist essbar, wie auch das „Manna“ auf den Blättern, das süße, essbare Sekret der Pflanzen. Es ist nicht mit Lerp, welches von Insekten wie von Glycaspis brimblecombei stammt, zu verwechseln.